# Regionale Geologie

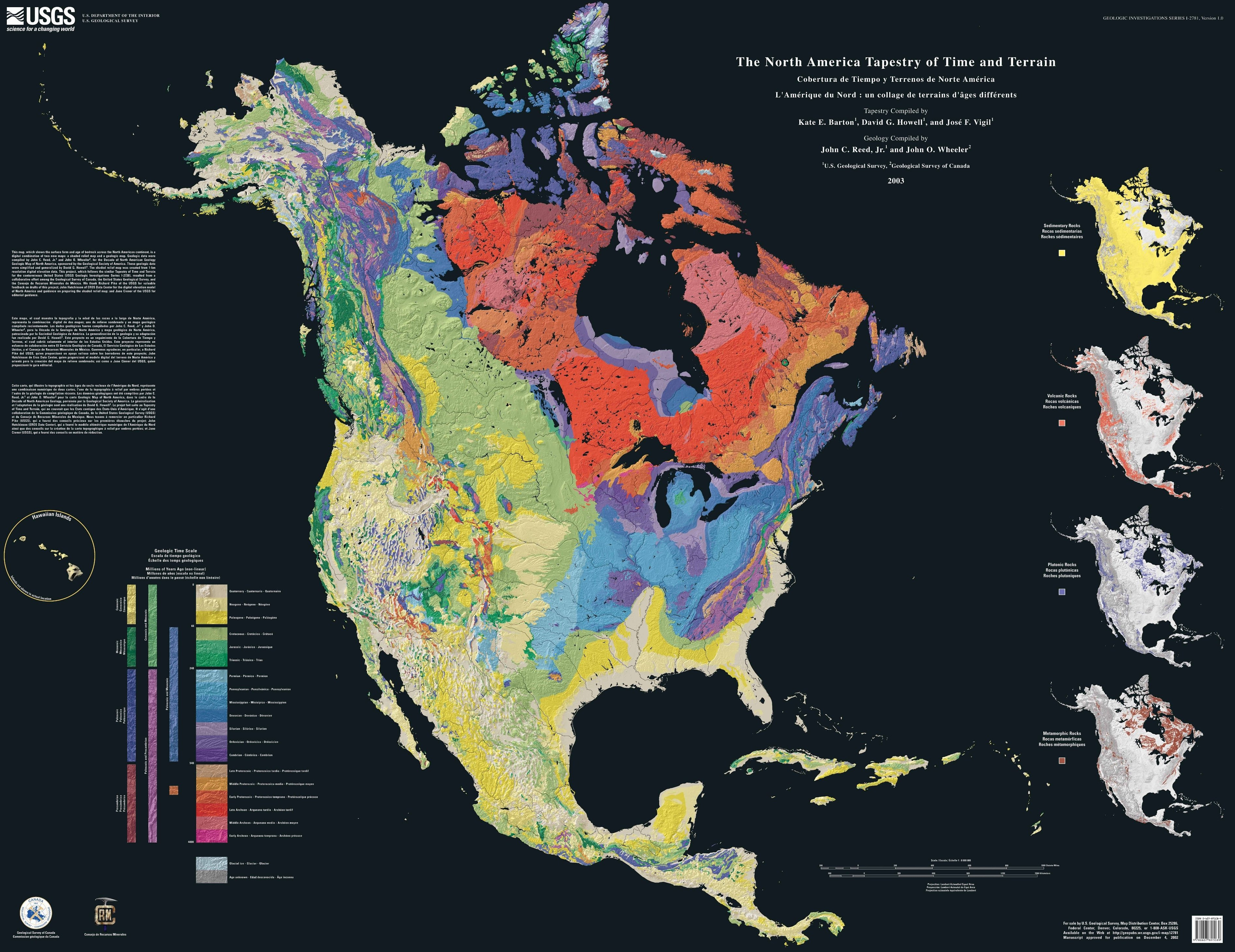
North America Tapestry of Time and Terrain. Karte der Geologie Nordamerikas (ohne Tektonik), herausgegeben vom USGS.

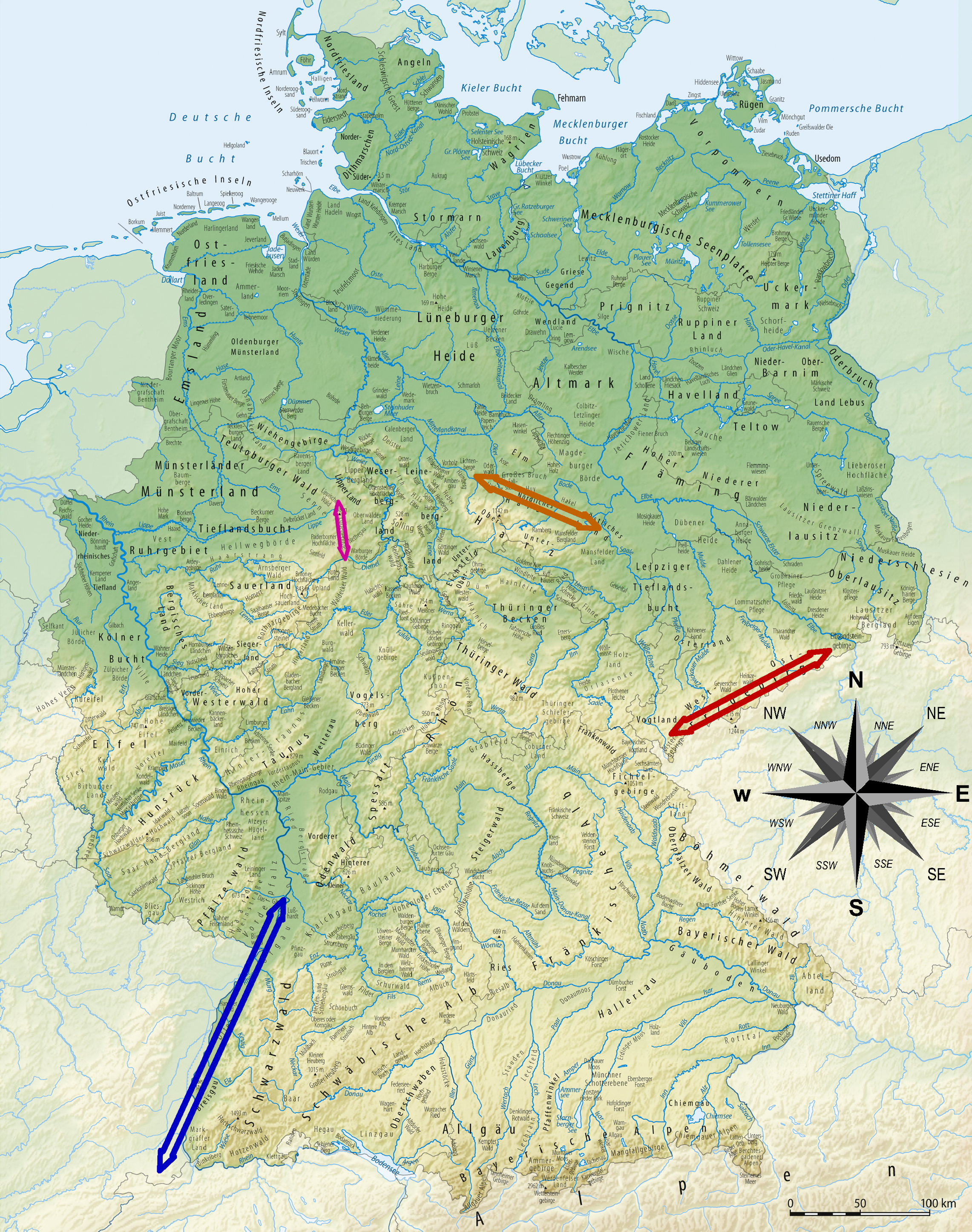
Karte mit Darstellung eines tektonischen Charakteristikums der regionalen Geologie Mitteleuropas nördlich der Alpen: die vier Hauptstreichrichtungen im Zusammenhang mit den jeweils namensgebenden geographischen Objekten: orange = herzynisch, rot = erzgebirgisch, blau = rheinisch, violett = eggisch.

Als Regionale Geologie oder Regionalgeologie wird die Gesamtheit der wichtigsten geologischen Merkmale einer Region bezeichnet. Der Begriff Region steht hierbei für einen größeren Flächenstaat, einen Teil eines Kontinents oder sogar einen gesamten Kontinent.
Die Datenbasis hierfür liefern in der Regel die nationalen geologischen Dienste, in Österreich die Geologische Bundesanstalt, in der Schweiz das Bundesamt für Landestopografie swisstopo und in Deutschland die Geologischen Landesämter. Diese führen die sogenannte geologische Landesaufnahme (systematische geologische Kartierung) durch, bei der die exakte räumliche Verteilung unterscheidbarer Gesteinseinheiten (Formationen) und deren Stratigraphie und Lagerungsverhältnisse sowie der strukturelle Bau des Untergrundes (Falten, Störungen) anhand von Aufschlüssen, Lesesteinen, Bohrungen usw. in lokalem Maßstab erfasst bzw. ermittelt wird (lokale Geologie). Weitere, oft spezielle Daten resultieren aus der Forschung der geowissenschaftlichen Institute der Universitäten und Hochschulen und aus der Explorationstätigkeit der Bergbauunternehmen.
Zur Darstellung der Geologie eines größeren Gebietes werden diese detaillierten, lokal gewonnenen Informationen in einer Übersicht zusammengefasst. Hinsichtlich der Stratigraphie werden dabei vorwiegend entweder lithostratigraphische Gruppen und Subgruppen (bei kleinerem Maßstab auch noch Formationen) oder aber chronostratigraphische Stufen und Epochen ausgehalten. Hinsichtlich der Tektonik werden nur die Hauptstrukturelemente, d. h. Hauptstörungen sowie Großmulden und -sättel berücksichtigt. Ferner können in eine solche Zusammenfassung z. B. auch die bedeutendsten Bodenschätze und Fossillagerstätten des betrachteten Gebietes einfließen. Die Präsentation der Zusammenfassung erfolgt in der Regel in Form einer Geologischen Karte und einer ausführlichen, bis zu mehreren hundert Seiten langen Kartenbeschreibung in Textform, in der auch die aus den geologischen Daten rekonstruierbare erdgeschichtliche Entwicklung der betreffenden Region, mit Hauptaugenmerk auf der Sedimentations- und kinematischen Geschichte, abgehandelt wird. Die regionalgeologischen Daten aller Regionen der Erde können wiederum zur Globalen Geologie zusammengefasst werden.
Ab welchem Maßstab genau man noch von lokaler Geologie und ab wann von regionaler Geologie spricht, hängt auch vom geographischen Maßstab ab, in dem in der entsprechenden Region üblicherweise kartiert wird. So gilt in Mitteleuropa eine Geologische Karte im Maßstab 1 : 100.000 schon als regionalgeologisch, während sie in Nordamerika oder Russland eher lokalgeologischen Charakter hat. 
Aufgrund der Art der Ermittlung ist der Kenntnisstand der Geologie einer bestimmten Region abhängig von deren wirtschaftlichem Entwicklungsstand und deren Infrastruktur. So ist die Regionale Geologie beispielsweise Afrikas weit weniger gut bekannt als die Regionale Geologie Europas.